# Bourg-Fidèle
 Bourg-Fidèle  là một xã ở tỉnh Ardennes, thuộc vùng Grand Est ở phía bắc nước Pháp.